# Catedral de Saltillo
La catedral de Santiago apóstol, conocida como catedral de Saltillo, es el principal templo religioso de la ciudad. Con sus 81 metros de altura, es la catedral más alta del norte de México y la 2.ª más alta del país.
Se ubica en el corazón del centro histórico de la ciudad, frente a la plaza de armas y el palacio de gobierno, y es una de las joyas arquitectónicas del estado de Coahuila. 

## Antecedentes del edificio
Levantado a un lado de la parroquia original, en el año de 1745, por el cura Felipe Suárez de Estrada, bajo el proyecto de Nicolás Hernández, el nuevo templo de mayores proporciones no fue terminado sino hasta 1800. La torre se inició en el año de 1883.[cita requerida]
Con la elección de la diócesis de Saltillo el 23 de junio de 1891, por bula creada por el papa León XIII, el templo se designa como sede de esta, y se le otorga el rango de catedral.

## Exterior
La catedral muestra una fachada de tres cuerpos en los que se exalta el estilo barroco , el cual se encuentra con el churrigueresco, característicos del norte del país; los tallados en cantera son sobresalientes. La puerta de acceso, de arco de medio punto con una gran venera que se abre sobre ella, muestra un escudo papal esculpido en madera. A los lados, columnas salomónicas pareadas, acompañadas hacia los extremos por gruesas columnas de fuste, está decoradas con motivos vegetales finamente tallados. La torre, terminada en 1897 es de tres cuerpos rematados por una cruz de hierro. También cuenta con una cúpula en el crucero.  La riqueza estilística que conservan las portadas y retablos también era una expresión del poder del clero secular. De hecho las alusiones apostólicas (Santiago, santos Andrés  y José) en portadas y retablos corresponden a la autoridad de la iglesia como institución. La importancia que adquirió la arquitectura de la parroquia de Saltillo le permitió ser considerada para acoger a un nuevo obispado; además de lograr un impacto positivo en la economía y el desarrollo local.

## Interior
El interior cuenta con cerca de 45 óleos, en su mayoría de la época virreinal. Entre las obras destacan “La Sagrada Familia” y una imagen de la virgen de Guadalupe (en distintas apariciones), obra de don José de Alcíbar. Retablos barrocos y una multitud de columnas salomónicas rematadas por la concha del Apóstol Santiago adornan el recinto.  Otras piezas (sobre todo ornamentos) provienen directamente de la Ciudad de México (por razones de prestigio artístico) e incluso de Guatemala. Posiblemente un rasgo local definitorio de la Catedral de Saltillo sean los bellos frontales de plata sobredorada que ocupan el altar, así como otros objetos litúrgicos del mismo metal, extraído seguramente de las regiones mineras cercanas y que hablan de la rica producción regional en lo que a minería se refiere. Los ornamentos de plata son trabajos artísticos que exhiben la notable factura de la platería novohispana. Es notable el vasto conocimiento que despliega en cuanto a orfebrería de plata. Así pues, respecto de las obras artísticas que decoran la Catedral de Saltillo, se conjugan importaciones con producción local.  En este sentido es importante destacar que en el caso de la Catedral de Saltillo no existe una narración, una lectura secuencial de las imágenes, sino que se trata de piezas aisladas que no guardan relación unas con otras.

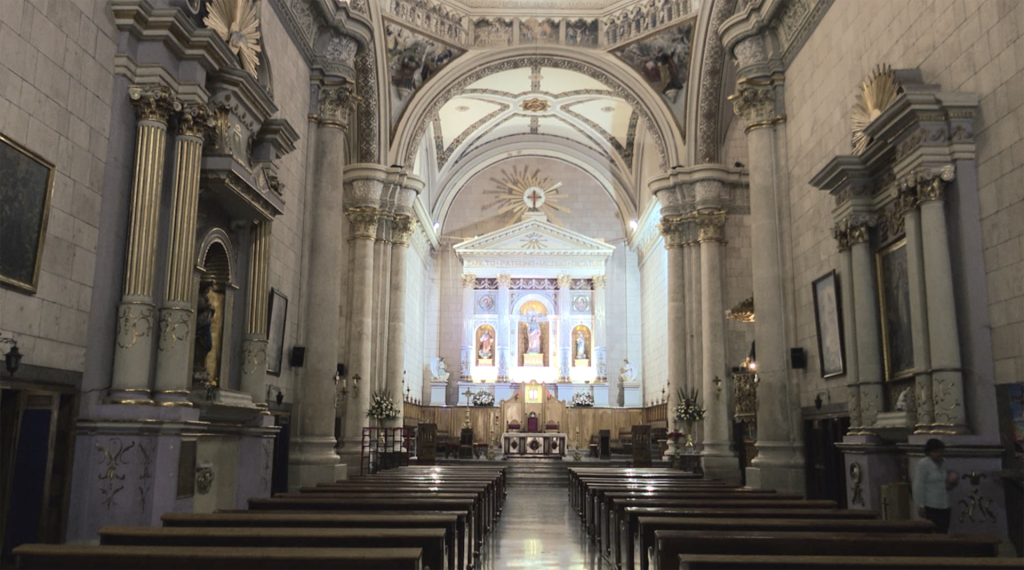
Interior de la Catedral de Saltillo